# Нераида
Нераида (грч. Νεράιδα) је насељено место у општини Сервија у периферији Западна Македонија, Грчка. Према попису из 2021. године било је 127 становника.
Насеље је подигуто после 1928. године насељавањем грчких избегличких породица и први пут се помиње на попису из 1940. године са 153 становника.